# Pararibia orientalis
Pararibia orientalis är en tvåvingeart som beskrevs av Shinji 1940. Pararibia orientalis ingår i släktet Pararibia, ordningen tvåvingar, klassen egentliga insekter, fylumet leddjur och riket djur. Inga underarter finns listade i Catalogue of Life.